# Красилівське
Краси́лівське — село в Україні, у Звягельському районі Житомирської області. Населення становить 141 осіб.

## Історія
До 1946 року колонія КрасилівкаПіщівської волості Новоград-Волинського повіту Волинської губернії. Відстань від повітового міста 10 верст, від волості 10. Дворів 75, мешканців 393.